# Матео, Хорхе
Хорхе Луис Матео (исп. Jorge Luis Mateo; 23 июня 1995, Санто-Доминго) — доминиканский бейсболист, шортстоп и аутфилдер клуба Главной лиги бейсбола «Балтимор Ориолс». По состоянию на 2021 год входит в число самых быстрых игроков лиги.

## Биография

### Младшие лиги
Хорхе Матео родился 23 июня 1995 года в Санто-Доминго. В 2012 году он в статусе международного свободного агента подписал контракт с «Нью-Йорк Янкис», получив бонус в размере 250 тысяч рублей. Карьеру начал в Доминиканской летней лиге. В сезоне 2014 года он дебютировал за команду фарм-системы клуба в Лиге Галф-Кост, в 65 выходах на биту Матео отбивал с показателем 27,6 % и украл 11 баз.
В сезоне 2015 года Матео выступал за «Чарлстон Ривердогз» и «Тампу Янкис». По итогам года его показатель отбивания составил 27,8 %, он поднялся на второе место в рейтинге лучших молодых игроков клуба, уступая только Аарону Джаджу. В играх сезона Матео продемонстрировал хорошую игровую дисциплину, заработав 43 уока, а также украл 82 базы, реализовав 83 % попыток кражи. Этот показатель по итогам года стал лучшим во всём профессиональном бейсболе. В 2016 году его статистика ухудшилась. Играя за «Тампу», он отбивал с показателем 25,4 %, украв 36 баз. По ходу сезона Матео получил двухнедельную дисквалификацию за нарушение командных правил, из-за чего не смог принять участие в Матче будущих звёзд. Ближе к концу чемпионата он уступил место стартового шортстопа Глейберу Торресу и был переведён на вторую базу. Летом 2017 года «Янкис» обменяли Матео и ещё двух игроков в «Окленд Атлетикс» на питчера Сонни Грея.
Помимо «Тампы Янкис», в 2017 году Матео игра за «Мидленд Рокхаундс» и «Трентон Тандер». Его показатель отбивания по итогам сезона составил 32,2 %, он выбил 12 хоум-ранов и украл 52 базы. Чемпионат 2018 года он провёл на уровне AAA-лиги в составе «Нэшвилл Саундс». Матео сыграл в 131 матче, отбивая с эффективностью 23,0 %. Из-за низкой результативности после окончания сезона он выбыл из числа десяти лучших молодых игроков системы «Атлетикс». В 2019 году эффективность его игры на бите выросла до 28,9 %, Матео выбил 19 хоум-ранов. Перед началом следующего сезона его называли одним из претендентов на место основного игрока второй базы «Окленда», но чемпионат 2020 года был отложен из-за пандемии COVID-19. В июле клуб обменял Матео в «Сан-Диего Падрес».

### Главная лига бейсбола
В августе 2020 года Матео дебютировал в Главной лиге бейсбола. В сокращённом регулярном чемпионате он принял участие в 22 матчах, отбивая с показателем 15,4 %. Он выходил на поле на позициях шортстопа и аутфилдера, а также задействовался тренерским штабом в роли пинч-раннера. В августе 2021 года «Падрес» выставили его на драфт отказов, чтобы освободить место в составе для питчера Мэтта Страма и аутфилдера Джейка Марисника. Через несколько дней он перешёл в «Балтимор Ориолс». До конца регулярного чемпионата в играх за клуб он отбивал с показателем 28,0 %, общая эффективность по итогам сезона составила 24,7 %. По итогам года Матео стал вторым по скорости игроком лиги, уступив только Трею Тернеру. По данным сервиса Statcast он пробегал 30,4 фута в секунду.